# クラバット山
クラバット山（クラバットさん、Mount Klabat）は、インドネシア北スラウェシ州マナドの東に位置する、スラウェシ島で最も高い火山である。170 x 250 mの広さの浅い火口湖が山頂にある。火山の歴史噴火記録は確認されていない。1683年に起きた噴火の記録は、むしろタンココ山の噴火したときのものと考えられている。